# Благоевградчани
Благоевградчани (до 1950 година горноджумайци или само джумайци) са жителите на град Благоевград, България. Това е списък на най-известните от тях.

## Родени в Благоевград
А – Б – В – Г – Д –
Е – Ж – З – И – Й —
К – Л – М – Н – О —
П – Р – С – Т – У —
Ф – Х – Ц – Ч – Ш —
Щ – Ю – Я

### А
- Алекси Алексиев (1921 - 2002), български офицер, генерал-майор
- Ангел Ташикманов (1851 – ?), български политик
- Андон Божков (? - 1936), български общественик и търговец
- Андон Мициев (1850 – 1912), кмет на Дупница и народен представител
- Ани Салич (р. 1969), българска журналистка
- Антон Байраков (1870 – ?), български общественик
- Апостол Георгиев, доброволец в Българската армия през Сръбско-българската война в 1885 година[1]
- Асен Дерменджиев (1923 – 1944), български партизанин
- Атанас Георгиев, доброволец в Българската армия през Сръбско-българската война в 1885 година[2]
- Атанас Камбитов (р. 1967), български политик
- Атанас Николов (р. 1987), български футболист
- Атанас Н. Наков (1868 - ?), завършил интендантски курсове в Санкт Петербург в 1911 г.[3]
- Александра Богданска (р. 1994) българска инфлуенсърка, модел, риалити звезда  риалити звезда и ТВ водеща

### Б
- Благой Латинов (р. 1976), български футболист
- Борис Иванов Лесев, български военен деец, подпоручик, загинал през Втората световна война[4]

### В
- Валентин Дишев (р. 1962), български поет и журналист
- Васил Марков, учил в Робърт колеж в 1874/1875 година[5]
- Васил Узунов (1873 – 1948), български писател
- Веса Бараковска (1922 – 1944), българска партизанка
- Виктор Бойчев (1911 - ?), български журналист
- Владимир Сандев (1923 – 2000), български комунист

### Г
- Георги Бачев (р. 1977), български футболист, национал
- Георги Бижев (р. 1981), български футболист
- Георги Вучанов, доброволец в Българската армия през Сръбско-българската война в 1885 година[2]
- Георги Георгиев (р. 1970), български футболист
- Георги Грънчаров (1922 – 1944), български партизанин
- Георги Григоров (1919 – 1942), български комунист, партизанин
- Георги Даскалов (р. 1981), български футболист
- Георги Димитров Бегъмов (1920 - 1999), завършил гимназия в Неврокоп, следвал медицина и финанси, участник в Охрана във Воденско-Леринско, осъден на 20 години затвор през 1946 година, помилван през 1956 г.[6]
- Георги Измирлиев (1851 – 1876), български революционер
- Георги Котев Бояджиев (? – 1917), български военен деец, подполковник, загинал през Първата световна война[7]
- Георги Манов, български учител в родния си град (1877 – 1878)[8]
- Георги Кехайов (р. 1946), кмет на Благоевград 1985, 1987 – 1989
- Георги Николов, доброволец в четата на Иван Атанасов – Инджето през Сръбско-българската война в 1885 година[9]
- Георги Николов, кмет на Горна Джумая в 1912 г.
- Георги Чапрашиков (1842 – 1887), български общественик и революционер
- Георги Щерев (1924 - 2017), български диригент, музикант, оркестрант и преподавател

### Д
- Димитър Бакев (1871 – 1932), български лесничей, в 1897 година завършва Агрономическия факултет на Университета в Хале,[10] в 1909 година е назначен в Пловдив за общински лесничей и пръв започва залесяване на околностите на града[11]
- Димитър Бербатов (р. 1981), български футболист, национал
- Димитър Бончов (около 1848 – неизвестна), български революционер
- Димитър Воденичаров (р. 1987), български футболист
- Димитър Димитров Стоименов (1874 - ?), завършил Михайловската артилерийска школа в Санкт Петербург в 1903 година[12]
- Димитър Коемджиев (р. 1978), български футболист
- Димитър Кощанов (1879 – 1915), български революционер, политик и предприемач
- Димитър Мициев, български военен деец, майор, загинал през Междусъюзническата война
- Димитър Попов (1863 - ?), завършил медицина във Виенския университет в 1891 година[13]

### Е
- Елена Тодоровска (р.1960), българска биоложка
- Елиана Масева (р. 1954), кметица на Благоевград (1991 – 1995)
- Елка Янакиева (р. 1953), българска педагожка

### З
- Запрян Кръстев Тонев, български военен деец, капитан, загинал през Втората световна война[14]
- Зика Зика (Zica Zica, 15 септември 1915 – ноември 1982, Атина), арумънски писател[15]

### И
- Дядо Иван, български революционер, деец на ВМОРО, куриер,[16] умрял преди 1918 г.[17]
- Иван Мициев (?-?), кмет на Благоевград 1934 – 1935
- Иван Узунов (1922-?), български партизанин, офицер, генерал-майор
- Иван Цветков (р. 1981), български футболист
- Иван Чапрашиков (1854 – 1908), български общественик и политик, брат на Георги Чапрашиков
- Иво Бранков (р. 1975), български футболист
- Илиян Юручки (р. 1977), български композитор и диригент
- Ивайло Андонов (р. 1967), български футболист и национал

### К
- Камен Веселинов (р. 1946), български учен
- Киприян Бербатов (р. 1996), български шахматист, математик
- Кирил Чимев (1933 – 2016), български учен, математик
- Константин Манов, български революционер от ВМОРО, четник на Андон Кьосето[18]
- Коста Стойчев, доброволец в четата на Иван Атанасов – Инджето през Сръбско-българската война в 1885 година[19]
- Константин Попмитов, български възрожденски духовник
- Костадин Герганчев (р. 1971), български футболист
- Костадин Захаринов (1922 – 1967), кмет на Благоевград 1959 – 1961
- Костадин Герганчев (р. 1939), български офицер, генерал-лейтенант от ДС
- Красимир Безински (р. 1961), български футболист, национал
- Крум Дерменджиев (1916 – 2005), български скулптор
- Крум Кацаров (р. 1957), български лекар

### Л
- Любка Вълкова (родена 1946), лекар, поет
- Любомир Шарланджиев (1931 - 1979), театрален и кино режисьор

### М
- Маноил Марков, български общественик
- Марио Гаврилов (р.1968), български журналист
- Марийка Георгиева (1924 – 1957), българска партизанка
- Марийка Димитрова Тимчева (30 октомври 1917 - ?), завършила в 1941 година славянска филология в Софийския университет[20]
- Мария Косара (р. на 5 август 1964), поп певица
- Мите Марков (неизв. – 1876) – български революционер и просветен деец
- Михаил Бучински (1880 – 1913), български революционер

### Н
- Никола Иванов, български революционер от ВМОРО, четник на Диме Трайчев[21]
- Никола Ковачев (р. 1934), български футболист
- Никола Мицов Поцков, български военен деец, подпоручик, загинал през Втората световна война[4]
- Никола Шейтанов (1855 – 1939), кмет на Дупница
- Нино Киров (р. 1945), български шахматист

### П
- Панайот Николов, български революционер от ВМОРО, четник на Стефан Димитров[22]
- Петър Михтарски (р. 1966), български футболист
- Петър Стоянов, български революционер

### Р
- Росен Елезов (р. 1953), български режисьор

### С
- Светлана Стоянова Тимчева (13 април 1918 - ?), завършила в 1941 година немска филилогия в Софийския университет[23]
- Свобода Бъчварова (1925 – 2012), българска писателка, журналистка и киносценаристка
- Смирна Коритарова (1921 - 2008), българска партизанка и подпредседател на VI НС
- Спиро Дебърски (р. 1933), български футболист и треньор по футбол
- Станислав Манолев (р. 1985), български футболист
- Стефан Петров (р. 1936), кмет на Благоевград 1977 – 1985
- Стефан Цонев (1864 – 1919), български просветен деец и общественик
- Стефан Чапрашиков (1876 – 1944), български дипломат, син на Георги Чапрашиков
- Стоица Илиев, кмет на Горна Джумая
- Стоица Николов (? – 1943), кмет на Благоевград
- Стойчо Стоилов (р. 1971), български футболист

### Т
- Тасуда Мицова Христова (24 февруари 1918 - ?), завършила в 1941 година славянска филология в Софийския университет[24]
- Ташко Щерев Малев (18 дептември 1898 - 27 септември 1923), обущар, деец на БКМС от основаването му, участник в Септемврийското въстание с Горноджумайския отряд, след разбиването на отряда край река Ковачица в Рила на 25 септември е пленен и след двудневни мъчения е убит на 27 септември в местността Картала в землището на Бистрица[25]

### Ф
- Филип Аврамов (1929 – 2007), български просветен деец[26]

### Х
- Христо Алексиев, български просветен деец
- Христо Бараковски (1936 – 2012), български резбар
- Христо Григоров (р. 1944), председател на Българския червен кръст
- Христо Стоянов Шумов, български военен деец, подпоручик, загинал през Втората световна война[14]

## Опълченци от Горна Джумая
- Антон Георгиев, на 29 април 1877 година постъпва в IV рота на ІI опълченска дружина, уволнен е на 3 юли 1878 година,[27] умрял преди 1918 година[28]
- Стефан Трифунов, ІI опълченска дружина, убит на 10 август 1877 г.[29]
- Христо Иванов, ІI опълченска дружина[29]

## Македоно-одрински опълченци от Горна Джумая
- Тане Ангелов, 17 (18)-годишен, работник, ІV отделение, четата на Никола Чавеов, 2 рота на 13 кукушка дружина[30]

## Починали в Благоевград
А – Б – В – Г – Д —
Е – Ж – З – И – Й —
К – Л – М – Н – О —
П – Р – С – Т – У —
Ф – Х – Ц – Ч – Ш —
Щ – Ю – Я

### А
- Алеко Василев (Алеко паша) (1891 – 1924), български революционер
- Андон Кьосето (1854 – 1953), български революционер
- Ангел Коларов (? – 1924), български революционер
- Аргир Манасиев (1872 – 1932), деец на Вътрешната македоно-одринска революционна организация, войвода и съдия на ВМОРО
- Асен Кисимов (1936 – 2005), български актьор
- Атанас Миховски (1895 – 1924), български политик, деец на БКП
- Атанас Мечкаров (1920 – 2004), български историк и просветен деец

### Б
- Борис Проевски (1879 – 1961), български революционер и общественик
- Борис Цветков (1941 – 1996), български археолог и историк

### В
- Васил Гавазов (1888 – 1922), български офицер, капитан
- Владо Чимев (1915 – 1942), български партизанин

### Г
- Георги Стоилов (1864 - 1955), български революционер, търговец, деец на ВМОРО и политик, кмет на Горна Джумая (1912 - 1913), депутат в XVII ОНС (1914 -1919)
- Гоце Междуречки (1877 – 1941), войвода на ВМОРО, македоно-одрински опълченец
- Гроздан Николов (1908 – 1942), български партизанин

### Д
- Димитър Ацев (1893 – 1923), български политик, комунист
- Димитър Йосифов (1875 – 1936), български революционер

### И
- Иван Караджов (1875 – 1934), български революционер
- Иван Тричков (1916 – ?), български партизанин
- Илия Георгиев (1854 – 1930), български църковен деец, свещеник
- Илия Манолов (1929 - 2019), български етномузиколог, професор[31]
- Ичко Бойчев (1882 – 1960), български революционер

### Й
- Йордан Ванчев (1933 – 2008), български историк

### К
- Клара Яко Саломова (1915 – 1944), българска партизанка, загинала през Втората световна война[32]
- Климент Кьосев, български духовник, председател на Долноджумайската и Петричката българска община
- Костадин Руйчев (1923 – 2015), български хореограф и общественик

### М
- Мария Иванова Манасиева (Баба Томовица) (1878 – 1977), народна лечителка
- Милчо Лалков (1944 – 2000), виден български историк, балканист

### Н
- Никола Парапунов (1909 – 1943), комунистически партизанин

### П
- Перикъл Джогов (1874 – 1952), виден български лекар
- Петър Бързаков (1889 – 1940), кмет на Благоевград 1939 – 1940

### С
- Стоица Николов (?-1943), кмет на Благоевград
- Стоян Кантуров (1884 – 1959), български революционер
- Стоян Трушков (1870 – 1913), български просветен деец и революционер

### Т
- Теменужка Хубенова Радовска (22.03.1946 - 12.04.2019), българска поетеса и учителка [33]

### Х
- Христо Христов (1943 – 2006), български футболист

### Свързани с Благоевград
- Александър Чапрашиков (1880 - ок. 1950), български търговец
- Васил Метев (1931 – 2007), професор, един от седемте основатели през 1975 г. на филиала на СУ „Св. Климент Охридски“ в Благоевград, преобразуван от 1983 г. в самостоятелен Висш педагогически институт – Благоевград, а от 1995 г. в Югозападен университет „Неофит Рилски“
- Васил Шарков (1883 – 1965), български просветен деец и краевед
- Георги Тишинов (1902 – 1966), български лекар и поет
- Димитър Кофторджията, деец на ВМОРО[34], арестуван през декември 1904 година и затворен в Горна Джумая и Солун, член на околийския комитет в Горна Джумая през 1906 – 1907 година.[35][36]
- Димитър Марков, български революционер, през 1901 член на околийския революционен комитет в Горна Джумая[37]
- Димитър Янев (1928 – 2013), български композитор[38]
- Джика Коада (р. 1961), румънски певец, по произход от Благоевград
- Илия Аргиров (1932 – 2012), български народен певец
- Илия Биров, подофицер от българската армия,[39] български революционер, през 1906 година избран за член на околийския комитет на ВМОРО в Горна Джумая[40]
- Коте Чорбаджигошев (1821 – 1903), български възрожденски общественик
- Крум Чапрашиков (1883 – 1934), български революционер и политик, син на Георги Чапрашиков
- Мито Янчов, български революционер от ВМОРО, член на Горноджумайския околийски комитет между 1906 – 1907 година[41]
- Стефан Апостолов, български революционер, през 1906 – 1907 член на околийския революционен комитет в Горна Джумая[42]